# Schanar Aitschanowa

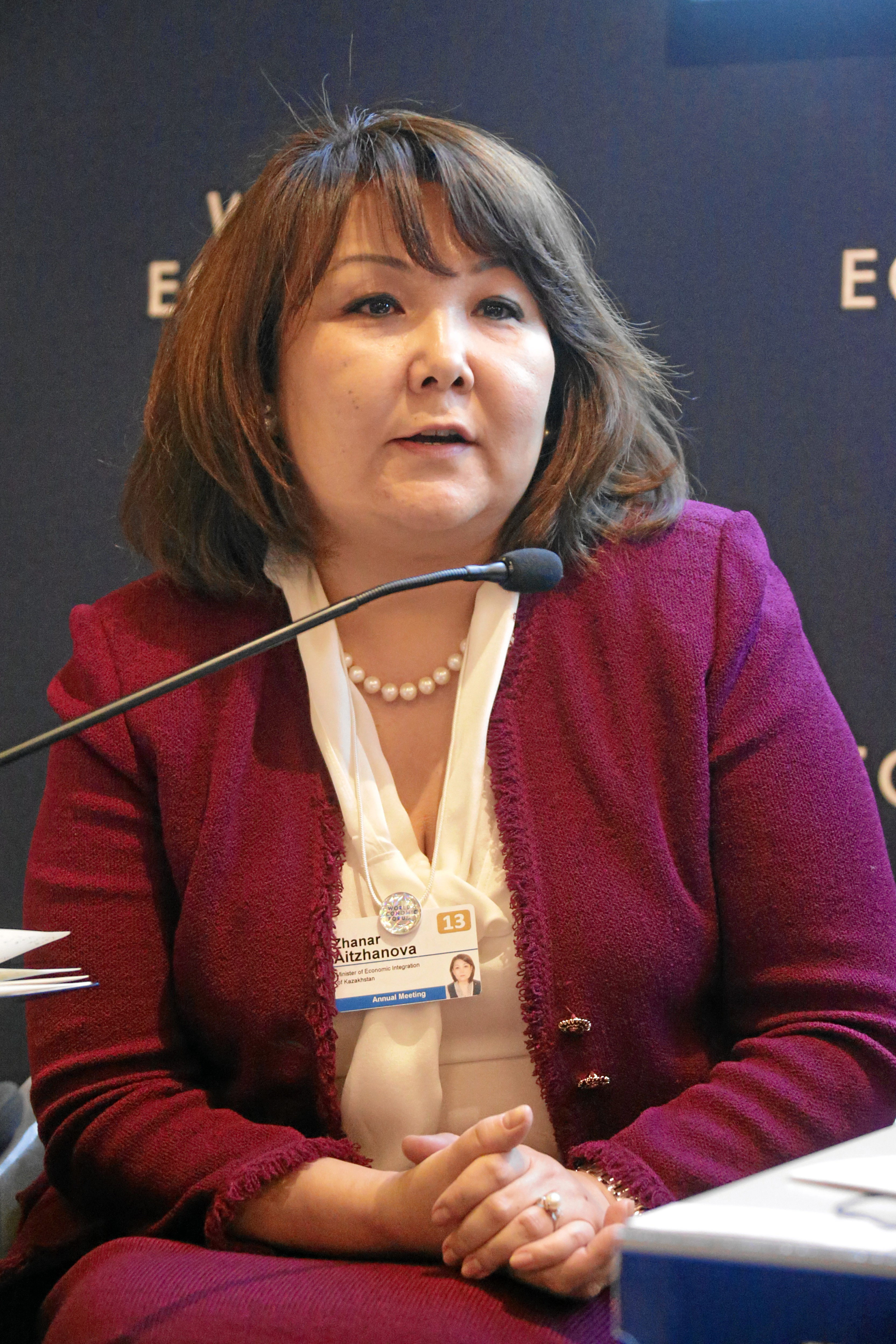
Aitschanowa während des WEFs 2013

Schanar Seidachmetqysy Aitschanowa (kasachisch Жанар Сейдахметқызы Айтжанова Janar Seiıtahmetqyzy Aitjanova, russisch Жанар Сейдахметовна Айтжанова Schanar Seidachmetowna Aitschanowa; * 9. Mai 1965 in Dschuwan-Tjube, Kasachische SSR) ist eine kasachische Politikerin und Diplomatin.

## Biografie
Schanar Aitschanowa wurde 1965 in Dschuwan-Tjube (heute: Schuantöbe) im heutigen Audan Sosaq im Gebiet Türkistan geboren. Sie absolvierte die Al-Farabi-Universität in Almaty sowie die John F. Kennedy School of Government in Cambridge in den Vereinigten Staaten. Nach dem Abschluss ihres Studiums begann sie ein Praktikum an der Karls-Universität in Prag.
Seit 1993 arbeitete sie als Programm-Koordinatorin beim Büro der Vereinten Nationen in Kasachstan. Außerdem war sie für das Entwicklungsprogramm der Vereinten Nationen in der Mongolei tätig. Im September 2003 wurde Aitschanowa Vizeministerin für Industrie und Handel der Republik Kasachstan.
Von März 2010 bis April 2011 war sie Ministerin für wirtschaftliche Entwicklung und Handel der Republik Kasachstan. Am 8. April 2011 wechselte Aitschanowa das Ministerium und wurde neue Ministerin für wirtschaftliche Integration.
Im Mai 2016 wurde Aitschanowa per Dekret des Präsidenten Nursultan Nasarbajew zur Botschafterin Kasachstans in der Schweiz ernannt.
Von Mai 2017 bis September 2019 war sie Botschafterin des Landes im Fürstentum Liechtenstein und in Vatikan. Anschließend berief sie Präsident Qassym-Schomart Toqajew zur ständigen Vertreterin Kasachstans bei den Vereinten Nationen und anderen internationalen Organisationen in Genf.
Seit 6. Oktober 2022 bekleidet Aitschanowa den Posten der ständigen Vertreterin Kasachstans bei der Welthandelsorganisation (WHO) und anderen internationalen Wirtschaftsorganisationen in Genf.